# Пегий лунь
Пегий лунь (лат. Circus melanoleucos) — птица семейства ястребиных.

## Внешний вид

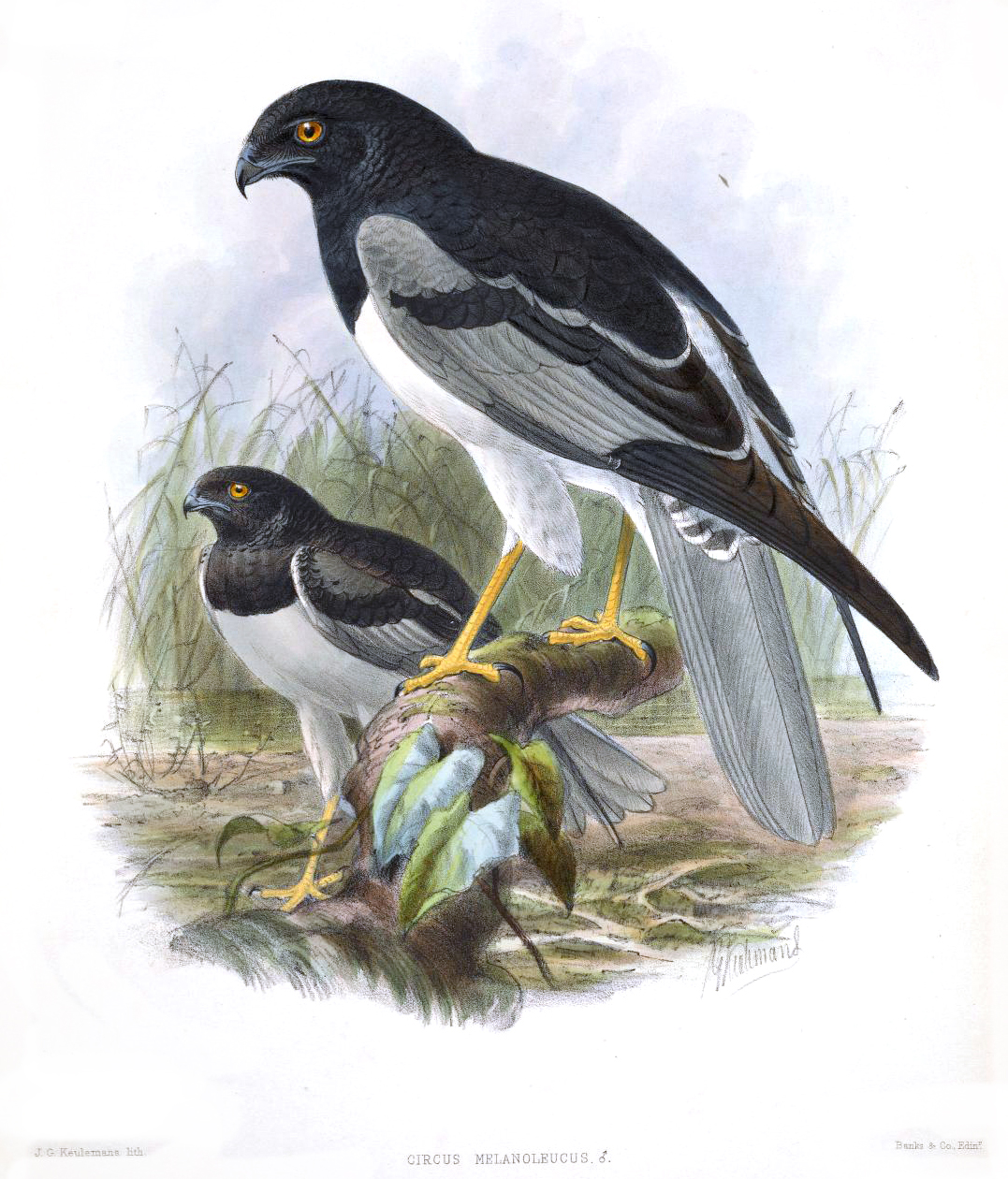

Общая длина 43,5—52,5 см, масса 310—550 г, длина крыла 34,5—37,5 см, размах крыльев 105—115 см. Самки крупнее самцов. У взрослых самцов (двухлетних и старше) голова, спина, середина крыла чёрные, часть крыла и надхвостье белые, брюшная сторона белая, горло и грудь чёрные. У взрослых самок перья на спинной стороне тёмно-бурые, брюшная сторона беловатая. Молодые птицы в первом годовом наряде окрашены сходно у обеих полов: спинная сторона тёмно-бурая, надхвостье охристо-рыжеватое, брюшная сторона буровато-рыжая. Радужина у взрослых птиц жёлтая, у молодых бурая. Клюв и когти чёрные, восковица и ноги жёлтые.

## Распространение
Гнездится в Восточной Азии: в Северном Китае и прилежащих частях Монголии, в России от Забайкалья до Приамурья. Перелётная птица. Зимует в Южной и Юго-Восточной Азии.

## Образ жизни
Населяет культурные ландшафты, луга и болота. Питается мелкими грызунами, иногда насекомоядными зверьками, лягушками, мелкой птицей, крупными насекомыми.
Гнездо строит на земле. В кладке 3—6 белых или бело-зеленоватых яиц, иногда слегка испещрённых крапинками. Насиживает главным образом самка около месяца. Птенцы вылупляются в июне. Слетки встречаются в первой половине августа.